# Shi Zhiyong (halterófilo, 1980)
Shi Zhiyong (en chino: 石智勇; Longyan, 10 de febrero de 1980) es un deportista chino que compitió en halterofilia.
Participó en dos Juegos Olímpicos de Verano, en los años 2004 y 2008, obteniendo una medalla de oro en Atenas 2004, en la categoría de 62 kg. Ganó cuatro medallas en el Campeonato Mundial de Halterofilia entre los años 2003 y 2007.

## Palmarés internacional
| Juegos Olímpicos   | Juegos Olímpicos                | Juegos Olímpicos | Juegos Olímpicos |
| Año                | Lugar                           | Medalla          | Categoría        |
| ------------------ | ------------------------------- | ---------------- | ---------------- |
| 2004               | Atenas (Grecia)                 | Medalla de oro   | 62 kg            |
| Campeonato Mundial |                                 |                  |                  |
| Año                | Lugar                           | Medalla          | Categoría        |
| 2003               | Vancouver (Canadá)              | Medalla de plata | 62 kg            |
| 2005               | Doha (Catar)                    | Medalla de oro   | 69 kg            |
| 2006               | Santo Domingo (Rep. Dominicana) | Medalla de plata | 69 kg            |
| 2007               | Chiang Mai (Tailandia)          | Medalla de plata | 69 kg            |